# Ephedra boelckei
Ephedra boelckei är en kärlväxtart som beskrevs av Fidel Antonio Roig. Ephedra boelckei ingår i släktet efedraväxter, och familjen Ephedraceae. Inga underarter finns listade i Catalogue of Life.